# Podenco paternino
För andra betydelser, se Podenco.
Podenco paternino är en hundras från Andalusien i södra Spanien. Den är en jagande pariahund. Rasen är inte erkänd av den spanska kennelklubben Real Sociedad Canina en España (RSCE). Avelsarbetet inleddes 1945. Rasen är under utveckling under överinseende av Andalusiens regionregerings jordbruksmyndighet.